# Beaulieu (Nièvre)
Beaulieu es una comuna nueva francesa situada en el departamento de Nièvre, de la región de Borgoña-Franco Condado.

## Historia
Fue creada el 1 de enero de 2016, en aplicación de una resolución del prefecto de Nièvre de 1 de octubre de 2015 con la unión de las comunas de Beaulieu, Dompierre-sur-Héry y Michaugues, pasando a estar el ayuntamiento en la antigua comuna de Beaulieu.

## Demografía
| Gráfica de evolución demográfica de Beaulieu (Nièvre) entre 1800 y 2014 |
|                                                                         |

Los datos entre 1800 y 2014 son el resultado de sumar los parciales de las tres comunas que forman la nueva comuna de Beaulieu, cuyos datos se han cogido de 1800 a 1999 (o a 2006 según corresponda), para las comunas de Beaulieu, Dompierre-sur-Héry y Michaugues de la página francesa EHESS/Cassini. Los demás datos se han cogido de la página del INSEE.

## Composición
| Comuna delegada    | Código INSEE | Población (2013) | Superficie (km²) | Densidad (hab./km²) |
| ------------------ | ------------ | ---------------- | ---------------- | ------------------- |
| Beaulieu           | 58026        | 31               | 15.54            | 2                   |
| Dompierre-sur-Hery | 58100        | 80               | 6.11             | 13                  |
| Michaugues         | 58167        | 53               | 4.48             | 12                  |